# غلاف نووي
الغلاف النووي أو القراب النووي (بالإنجليزية: Nuclear envelope)‏، كما يُسمى أيضًا الغشاء النووي (بالإنجليزية: nuclear membrane)‏ هو غلاف مزدوج يحيط في النواة وتخترقه العديد من الثقوب ويعمل على تنظيم مرور المواد إلى السيتوبلازم .
تركيب محدد يحيط بالنواة وله خواص كيميائية وطبيعية مميزة، ويتحكم هذا الغشاء في عملية تبادل مختلف المواد بين النواة والسيتوبلازمة.
أظهر الميكروسكوب الإلكتروني أن هذا الغشاء يتكون من طبقتين رقيقتين الخارجية منهما متصلة بالشبكة الإندوبلازمية، كما أظهر أيضا وجود ثقوب دقيقة في هذا الغشاء. ومن المعتقد أن المواد ذات الجزيئات الكبيرة تمـر خلال هذه الثقوب، بينما تمر الجزيئات الصغيرة بالإنتشار الغشائي خلال الغشاء النووي نفسه، ويعتقد أن للغشاء النووي خاصية النفاذية الاختيارية Selective permeability وإن كانت نفاذيته تختلف من عدة نواحي عن مثيلتها بالنسبة لغشاء الخلية، بمعـنى أن هناك مـواد معينة يمـكن أن تنفذ خـلال غشاء الخلية ولكن الغشاء النـووي لا يسمح بنفاذهـا .

## الغشاء الخارجي
ويمتد الغشاء الخارجي لغلاف النواة إلى منطقة السيتوبلازم. الغشاء الخارجي هو أيضا متجاورة مع الشبكة الإندوبلازمية
في حين أنه مرتبط طبعيا، والغشاء الخارجي يحتوي على البروتينات الموجودة في تراكيز أعلى بكثير من الشبكة الإندوبلازمية.

## الغشاء الداخلي
يحيط الغشاء النووي الداخلي بسايتوبلازم النواة، وتغطيه الصفيحة النووية، وهي شبكة من شعيرات متوسطة تستقر في الغشاء النووي، فضلا عن تدخلها بصورة عامة في وظيفة الكروماتين.وهو متصل بالغشاء الخارجي بالمسام النووية التي تخترق الأغشية. في نفس الوقت يرتبط اثنين من الأغشية مع الشبكة الإندوبلازمية والبروتينات مدمجة في الأغشية وهي تميل للبقاء على وضعها بدلا من التشتيت عبر السلسلة المتصلة.

## المسام النووية
المسام النووية Nuclear Pore هي الفتحات في الغشاء المغلف للنووية في الخلايا التي تسمح بتبادل المواد بين النواة والسيتوبلازم.

## وصلات خارجية
- صور نسيجية: 20102loa — نظام تعلم علم الأنسجة في جامعة بوسطن
- Animations of nuclear pores and transport through the nuclear envelope
- Illustrations of nuclear pores and transport through the nuclear membrane
- Nuclear+membrane في المكتبة الوطنية الأمريكية للطب نظام فهرسة المواضيع الطبية (MeSH).